# L'Enfant (roman)
Pour les articles homonymes, voir L'Enfant.
L'Enfant est un roman autobiographique de Jules Vallès, premier volet d'une trilogie, qui paraît pour la première fois en feuilletons dans le quotidien Le Siècle du 28 juin au 5 août 1878 sous le pseudonyme La Chaussade. Cette aventure de Jacques Vingtras, publiée en volume chez Georges Charpentier en 1879, sera suivie des deux autres épisodes de la trilogie : Le Bachelier (publié sous le titre Mémoires d'un révolté) et L'Insurgé.
Ce roman est d'inspiration autobiographique même si certains points ont été modifiés par rapport à la vie de l'auteur : Jacques Vingtras est fils unique et, bien sûr, il ne porte pas le même nom (mais on peut toutefois noter qu'il porte les mêmes initiales). Au départ, le manuscrit s'intitulait simplement Jacques Vingtras. Il a été inspiré par Le Testament d'un blagueur, roman-feuilleton publié par l'auteur dans La Parodie, en 1869.
C'est aussi un roman réaliste, qui représente les aspects ordinaires et populaires de la vie en province. Une dimension comique apparaît par ailleurs dans le grotesque des situations décrites par l’auteur.

## Résumé
Fils d'un professeur de collège et d'une paysanne sans éducation, Jacques Vingtras naît et grandit au Puy-en-Velay, dans la Haute-Loire, où il a une grand-tante béate, et un jeune oncle compagnon du Devoir. Il est battu par ses parents tous les jours, sous prétexte qu'il ne faut pas gâter les enfants. Heureusement, sa voisine d'en dessous, Mademoiselle Balandreau, sait que Mme Vingtras n'aime pas perdre du temps pour battre son fils donc elle l’emmène chez elle où elle tape dans ses mains en disant à Jacques de crier puis elle lui donne un bonbon en cachette et le remmène chez lui. Cette éducation rend crétin par abrutissement, insensible par rebuffades. Il lit les récits de voyages de l'explorateur James Cook, et les Fables de La Fontaine. Son père est nommé professeur de septième à Saint-Étienne, où il emménage.
Un jour, il bouscule involontairement un pion ; il est enfermé puis oublié dans une salle vide, où il découvre un exemplaire du roman Robinson Crusoé qu'il dévore. Son père est affecté à Saint-Etienne puis à Nantes. La famille prend le train pour Orléans et le bateau pour Tours puis Nantes le long de la Loire. Le garçon fait ses humanités, mais le grec et le latin lui paraissent sans intérêt et il n'a qu'un souhait, quitter son foyer et abandonner ses études.
Une relation trouble se noue entre lui et Mme Devinol, délaissée par son mari. Avec elle il découvre l'opéra : Les Huguenots et La Favorite. Un samedi, alors qu'il partage une chambre d'hôtel avec cette femme qui sera par la suite sa maitresse, Jacques est reconnu, et le scandale qui s'ensuit pousse ses parents à lui trouver une place dans une pension à Paris. Il passe le concours général à la Sorbonne puis retourne à Nantes sous l'ordre de son père pour préparer son baccalauréat. Il est recalé, et annonce souhaiter revenir à Paris et devenir ouvrier. Furieux, son père menace de faire emprisonner son fils sans jugement, comme le pouvait alors un père de famille selon le Code civil. Jacques arrivera finalement à ses fins.
Avant cela, et malgré la haine qu'il couve à l'endroit de son père, et l'aversion qu'il porte à l'égard de sa mère depuis tout petit, il se portera à sa défense quand le professeur est dénigré, pourtant avec raison, par un tiers. Jacques, qui est pourtant un martyr de ce père dur et intraitable, accepte secrètement de défendre son honneur lors d'un duel à l'épée. Quand il perd le combat, et en dépit de ses blessures, l'enfant retourne au logis et passe la chose sous silence. Touché par cet acte, son père lui permet de regagner Paris.

## Dédicace
Dans ce texte, Jules Vallès essaie de raconter sa vie, alors qu'il n'utilise pas son nom. Il raconte aussi l'histoire des enfants  qui vivent la même vie. C'est pourquoi il fait la dédicace suivante : « À tous ceux qui crevèrent d'ennui au collège ou qu'on fit pleurer dans la famille, qui, pendant leur enfance, furent tyrannisés par leurs maîtres ou rossés par leurs parents, je dédie ce livre ».